# 2S22 Bohdana
2S22 Bohdana (ukrajinski 2S22 Bogdana) samohodna je haubica na kotačima kalibra 155 mm razvijena i proizvedena u Ukrajini. Do sada je samo jedan primjerak izgrađen i predan ukrajinskoj vojsci, koja ga je uspješno koristila tijekom ruske invazije na Ukrajinu 2022. godine.

## Razvoj
2S22 Bohdana je haubica od 155 mm montirana na kamion koju je razvila tvornica traktora u Harkovu. Prvi prototip 2S22 predstavljen je javnosti tijekom parade povodom 27. Dana neovisnosti Ukrajine održane u Kijevu u kolovozu 2018. Ovaj je primjerak zatim prošao intenzivnu procjenu, koja je trajala do siječnja 2022. na poligonu Ukrajinskih oružanih snaga u oblasti Odesa. Masovna proizvodnja još nije započela, a jedini proizvedeni primjerak, predstavljen 2018., došao je u upotrebu. Odmah nakon ruske invazije 24. veljače 2022. prototip je trebao biti uništen kako bi se spriječilo Ruse da ga zarobe, što je na kraju izbjegnuto.

## Tehnologija

### Vozilo
Šasija haubice 2S22 Bohdana temelji se na modelu kamiona 6×6 KrAZ-63221. Motor s vozačkom kabinom nalazi se na prednjem dijelu vozila. Kao motor koristi se zrakom hlađeni dizelski motor snage cca 400 KS. Zbog nelikvidnosti poduzeća KrAZ razmatra se daljnja proizvodnja kod drugih proizvođača vozila. Kamion ima sustav kontrole tlaka u gumama, a vozačeva kabina zaštićena je od šrapnela i vatrenog oružja. Kabina s četvera vrata ima dva reda sjedala, dizajnirana za peteročlanu posadu.

### Naoružanje
2S22 Bohdana naoružana je topom od 155 mm/L52 postavljenim na stražnjoj strani šasije kamiona. Top se može pomicati pod kutom elevacije između +5° i +65°. Haubica bi trebala biti u stanju ispaljivati sve standardne NATO-ove vrste streljiva kalibra 155 mm. Ima minimalni domet djelovanja od 780 m i može ispaljivati oklopno streljivo na udaljenosti do 42 km, kao i projektile na raketni pogon (RAP) na udaljenosti do 50 km. Topnički sustav ima najveću brzinu paljbe od šest projektila u minuti. Pištolj je proizveo Kramatorsker Heavy Machine Tool Plant (KZTS), navodi Defense Express. 2S22 se može postaviti za nekoliko minuta. U tu svrhu spušta se kombinacija potporne ploče i repnog klizača. U vozilu se može transportirati 20 metaka gotovog streljiva i pripadajućih pogonskih punjenja.

## Upotreba
2S22 Bohdana koristile su ukrajinske oružane snage u lipnju 2022. za granatiranje ruskih jedinica na okupiranom Zmijskom otoku iz kopnene Ukrajine. Ovo granatiranje dovelo je, među ostalim, do povlačenja ruskih snaga s otoka 30. lipnja. Prema ukrajinskim vlastima, dronovi Bayraktar TB2 korišteni su za korekciju točnosti pogotka.

## Vanjske poveznice
- Analiza na Armyrecognition.com